# RNF44
RNF44 (англ. Ring finger protein 44) – білок, який кодується однойменним геном, розташованим у людей на 5-й хромосомі. Довжина поліпептидного ланцюга білка становить 432 амінокислот, а молекулярна маса — 47 728.
| 10         |  | 20         |  | 30         |  | 40         |  | 50         |
| ---------- |  | ---------- |  | ---------- |  | ---------- |  | ---------- |
| MRPWALAVTR |  | WPPSAPVGQR |  | RFSAGPGSTP |  | GQLWGSPGLE |  | GPLASPPARD |
| ERLPSQQPPS |  | RPPHLPVEER |  | RASAPAGGSP |  | RMLHPATQQS |  | PFMVDLHEQV |
| HQGPVPLSYT |  | VTTVTTQGFP |  | LPTGQHIPGC |  | SAQQLPACSV |  | MFSGQHYPLC |
| CLPPPLIQAC |  | TMQQLPVPYQ |  | AYPHLISSDH |  | YILHPPPPAP |  | PPQPTHMAPL |
| GQFVSLQTQH |  | PRMPLQRLDN |  | DVDLRGDQPS |  | LGSFTYSTSA |  | PGPALSPSVP |
| LHYLPHDPLH |  | QELSFGVPYS |  | HMMPRRLSTQ |  | RYRLQQPLPP |  | PPPPPPPPPY |
| YPSFLPYFLS |  | MLPMSPTAMG |  | PTISLDLDVD |  | DVEMENYEAL |  | LNLAERLGDA |
| KPRGLTKADI |  | EQLPSYRFNP |  | DSHQSEQTLC |  | VVCFSDFEAR |  | QLLRVLPCNH |
| EFHTKCVDKW |  | LKANRTCPIC |  | RADASEVPRE |  | AE         |  |            |

A: Аланін

C: Цистеїн

D: Аспарагінова кислота

E: Глутамінова кислота

F: Фенілаланін

G: Гліцин

H: Гістидин

I: Ізолейцин

K: Лізин

L: Лейцин

M: Метіонін

N: Аспарагін

P: Пролін

Q: Глутамін

R: Аргінін

S: Серин

T: Треонін

V: Валін

W: Триптофан

Задіяний у такому біологічному процесі, як альтернативний сплайсинг. 
Білок має сайт для зв'язування з іонами металів, іоном цинку. 